# Logan Paul
Logan Alexander Paul (Westlake, 1 de abril de 1995) é um lutador de luta profissional, ator, diretor, personalidade da internet, roteirista, rapper e pugilista de colarinho branco norte-americano. Paul ganhou fama através de vídeos compartilhados no antigo site de vídeo na internet, Vine. O trabalho televisivo e cinematográfico de Paul inclui participações especiais em Law & Order: Special Victims Unit e Weird Loners, e aparições nos filmes The Thinning e The Space Between Us.
Paul atraiu polêmica em dezembro de 2017, quando ele postou um vlog de seu encontro com um homem falecido que havia cometido suicídio em Aokigahara, no Japão, para o YouTube. O vídeo levou a reações e críticas de celebridades, políticos e outros YouTubers.
Em 2022, Paul fundou a Prime Beverages junto com seu colega youtuber KSI e assinou um contrato com a WWE para um combate no seu maior evento, Wrestlemania, que depois traduziu num contrato de vários anos entre o youtuber e a empresa, que se mantém até hoje.

## Início da vida
Ele alegou possuir ascendência inglesa, irlandesa, escocesa, galesa e judaica. Crescendo em Ohio com o irmão mais novo Jake, Paul começou a criar vídeos na Internet para um canal do YouTube chamado Zoosh quando tinha 10 anos.
Paul frequentou a Westlake High School, alcançando a posição de linebacker no time de futebol All-Star do Plain Dealer em 2012, e qualificação para a Ohio State High School Athletic Association (OHSAA), 1ª Divisão do Campeonato de Wrestling Individual 2013.
No momento em que ele estava pronto para cursar a faculdade, seu canal no YouTube alcançou um número modesto de seguidores. Ele estudou Engenharia Industrial na Universidade de Ohio antes de desistir em 2014 para seguir carreira como apresentador de mídia social em tempo integral em Los Angeles, mudando-se para um complexo de apartamentos em LA com outras estrelas do Vine. Paul tinha apenas 19 anos no início de sua carreira de entretenimento.

## Carreira de entretenimento

### 2013–2015: Início no Vine e no YouTube
Paul ganhou fama como membro do serviço de compartilhamento de vídeos na Internet, Vine. Em fevereiro de 2014, ele tinha mais de 3,1 milhões de seguidores em várias plataformas de mídia social. Em abril de 2014, ele alcançou 105.000 seguidores no Twitter, 361.000 seguidores no Instagram, 31.000 curtidas em sua página no Facebook e cerca de 150.000 inscritos em seu canal no YouTube. Um vídeo de compilação do YouTube de seu trabalho no Vine reuniu mais de quatro milhões de visualizações na primeira semana em que foi publicado. Em 2015, ele foi classificado como a 10ª figura mais influente do Vine, com seus vídeos de seis segundos faturando centenas de milhares de dólares em receita de publicidade. Em outubro daquele ano, seus vídeos no Facebook tinham mais de 300 milhões de visualizações.

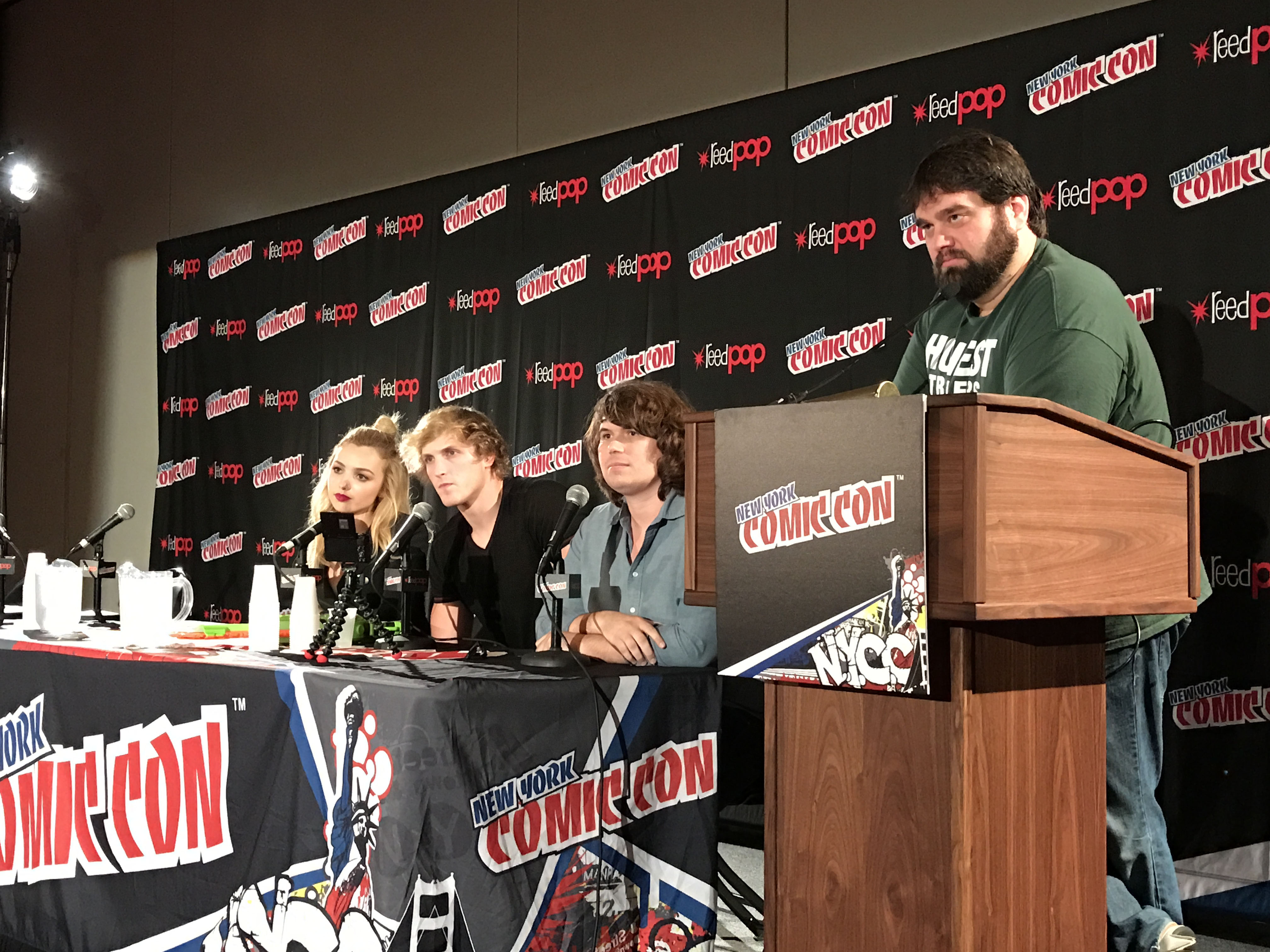
Paul em um painel discutindo The Thinning no New York Comic Con com (esquerda para a direita) a co-estrela Peyton List, o escritor/diretor Michael Gallagher e o moderador Andy Signore

"TheOfficialLoganPaul" é a conta do YouTube usada por Paul para fazer upload de curtas-metragens e esboços de comédia. Paul também publica um vlog diário para "Logan Paul Vlogs", fazendo o upload todos os dias de 12 de setembro de 2016 a 1 de janeiro de 2018. Enquanto seu primeiro canal tem 4,38 milhões de seguidores, seu canal de vlog superou com seguidos 15,7 milhões de inscritos em 10 de janeiro de 2018.

### 2015–2016: papéis de televisão, séries do YouTube Red eAirplane Mode
No início de 2015, Paul apareceu em Law & Order: Special Victims Unit. Ele também apareceu na série de TV da Fox, Weird Loners, onde ele apareceu no papel de Paul Twins. Ele estrelou dois episódios da série Freeform Stitchers. Em 2016, Paul estrelou o filme do YouTube Red, The Thinning, contracenando com a Peyton List. No início de 2016, Paul treinou com os professores de teatro e as trupes de comédia The Groundlings e Upright Citizens Brigade.
Paul escreveu o roteiro de uma comédia adulta, Airplane Mode, que foi descrita como "American Pie para Geração Z", e pelo próprio Paul como "Expendables (série de filmes) com estrelas da internet". O filme ainda será lançado. Paul também esteve envolvido em várias campanhas publicitárias, incluindo Hanes, PepsiCo e HBO. Em 2016, a Comcast comprou uma pequena série de TV digital de Paul chamada Logan Paul VS.

### 2017–presente:Baywatch
Em fevereiro de 2017, Dwayne "The Rock" Johnson lançou em seu próprio canal no YouTube "Logan Paul foi cortado de todos os filmes do The Rock", um vídeo estrelado por ele e Paul, no qual Johnson informa Paul que ele foi cortado de todos os filmes de Johnson, e consola Paul, fazendo dele o "embaixador" para seu próximo filme de Baywatch. Naquele mês de abril, Johnson e Paul se reuniram para "Logan Paul é, tipo, totalmente terrível em se apaixonar por Alexandra Daddario", a primeira parte de um sketch em que Paul tenta impressionar Johnson para ganhar uma parte no filme, e se apaixona pela atriz Alexandra Daddario no processo. Mais tarde foi revelado em uma cena deletada que Paul realmente foi cortado do filme Baywatch de 2017. Ele seria Zane, que intimida Ronnie por tirar sua camisa.

## Carreira de boxe
Em 3 de fevereiro de 2018, após sua luta de boxe amador com Joe Weller, o britânico JJ Olatunji, mais conhecido como KSI, desafiou Paul para uma luta de boxe ao mesmo tempo desafiando Jake, irmão de Paul, e o ex-jogador de futebol Rio Ferdinand.
Em 24 de fevereiro de 2018, foi anunciado que os irmãos Paul iriam lutar contra os irmãos Olatunji (KSI e seu irmão mais novo Deji, também conhecido como ComedyShortsGamer) em uma série de lutas de boxe, com Logan lutando com Olajide em uma partida e Jake lutando com Deji na outra.

### Registros de boxe amador
| No. | Resultado | Recordes | Oponente | Tipo               | Round, tempo | Data                 | Localização                              | Notas           |
| --- | --------- | -------- | -------- | ------------------ | ------------ | -------------------- | ---------------------------------------- | --------------- |
| 1   | Empate    | 0–0–1    | KSI      | Empate majoritário | 6            | 25 de agosto de 2018 | Manchester Arena, Manchester, Inglaterra | Pelo título YBC |

### Registros de boxe profissional
| No. | Resultado | Recordes | Oponente | Tipo             | Round, tempo | Data                  | Localização                                     | Notas |
| --- | --------- | -------- | -------- | ---------------- | ------------ | --------------------- | ----------------------------------------------- | ----- |
| 1   | Perdeu    | 0–1      | KSI      | Decisão dividida | 6            | 9 de novembro de 2019 | Staples Center, Los Angeles, California, E.U.A. |       |

## Controvérsias e questões legais

### Controvérsia de "No Handlebars"
Em 23 de novembro de 2017, Paul lançou seu novo single, "No Handlebars", uma faixa baseada fortemente em uma amostra interpolada da música "Handlebars" do grupo de hip hop alternativo americano Flobots. A música foi fortemente criticada por sua percepção de objetificação sexual das mulheres, incluindo uma cena em seu videoclipe onde Paul monta várias mulheres como uma bicicleta. O vocalista do Flobots, Jamie Laurie, criticou Paul pelo conteúdo lírico "sexista" da música e pelo uso não autorizado da amostra, chamando-o de "douchebag entitlement [sic]". Laurie mais tarde iria lançar uma faixa com letras ridicularizando Paul, intitulado "Handle Your Bars". Paul não respondeu aos comentários de Laurie, nem a reação para "No Handlebars".

### Controvérsia do vídeo de suicídio
Em 31 de dezembro de 2017, Paul enviou um vlog para seu canal no YouTube, descrevendo o cadáver recentemente falecido de um homem que havia cometido suicídio pendurado em Aokigahara na base do Monte Fuji no Japão, conhecido como "floresta do suicidio" devido a sua infâmia como um lugar de suicídios. Inicialmente planejado para ser parte três de sua série "Tokyo Adventures", Paul e seu grupo planejaram acampar na floresta, mas em resposta a encontrar o cadáver, decidiram notificar as autoridades e cancelar seus planos. O vídeo ganhou 6,3 milhões de visualizações em 24 horas após o upload.
Paul foi criticado por postar o vídeo por celebridades e políticos, e foi acusado por outros membros da comunidade do YouTube de ser insensível a vítimas de suicídio. Várias petições foram feitas ao site Change.org pedindo ao YouTube que excluísse o canal de Paul, o maior dos quais recebeu mais de 500.000 assinaturas em 12 de janeiro de 2018.
Como resultado da repercussão, Paul removeu o vídeo de seu canal no YouTube, seguindo com um pedido de desculpas por escrito no Twitter em 1º de janeiro de 2018. Em 2 de janeiro de 2018, um vídeo de desculpas subsequente foi divulgado no YouTube, no qual Paul descreve seu comportamento como um "mecanismo de enfrentamento", pedindo que seus fãs parassem de defender suas ações no processo. Embora reconhecendo suas ações como irresponsáveis, ele negou que sua intenção era zombar da vítima. O vídeo conquistou mais de 51,5 milhões de visualizações a partir de 2 de junho de 2018.
Em 9 de janeiro, o YouTube divulgou um comunicado por meio de sua conta no Twitter condenando o vídeo de Paul. Na série de tweets, eles disseram: "Levamos muito tempo para responder, mas estamos ouvindo tudo o que vocês estão dizendo. Sabemos que as ações de um criador podem afetar toda a comunidade, por isso, temos mais para compartilhar em breve sobre os passos que estamos tomando para garantir que um vídeo como esse nunca seja divulgado novamente." Em 10 de janeiro, o YouTube anunciou que removeria os canais de Paul do Google Preferred, seu programa de anúncios preferido, e a continuação de seu filme no YouTube, The Thinning, foi colocado em espera, com a exibição de Logan Paul VS. sendo interrompido também. Paul também foi cortado da quarta temporada da série do YouTube Red, Foursome e o papel de Alec Fixler foi encerrado. Em 15 de janeiro, Paul foi visto no LAX por repórteres do TMZ. Paul disse que aprendeu muito com seus erros e acredita que foi tratado "de forma justa". Quando perguntado se ele merece ou não uma segunda chance, Paul respondeu: "Todo mundo merece uma segunda chance, mano."
Em 24 de janeiro, Paul enviou seu primeiro vídeo para o canal "Logan Paul Vlogs" desde o vídeo de desculpas enviado três semanas antes. Neste vídeo, Paul analisa em profundidade a prevenção do suicídio, entrevistando o saltador da Golden Gate Bridge, Kevin Hines, o ativista musical Bob Forrest e o diretor da National Suicide Prevention Lifeline, Dr. John Draper. O vídeo foi recebido com um feedback positivo e tem um total de 29 milhões de visualizações em 2 de junho de 2018. Além disso, Paul doou US$ 1 milhão para agências de prevenção de suicídio, com um quarto dos recursos destinados à Linha de Vida Nacional de Prevenção do Suicídio.
Em 4 de fevereiro, Paul retornou oficialmente aos seus vlogs diários no YouTube, depois de um hiato de um mês.

### Ação judicial de Maverick Apparel
Na esteira da controvérsia sobre o vídeo suicida, a Maverick Apparel, uma marca de juniores e crianças, ameaçou Paul com uma ação legal por dar à sua linha de roupas um nome similar ("Maverick by Logan Paul"), acreditando que os compradores estão confundindo sua linha com Paul, resultando em um profundo declínio nas vendas.

### Suspensão temporária da receita de anúncios no YouTube
Em 9 de fevereiro de 2018, o YouTube suspendeu toda a publicidade nos canais de Logan Paul devido ao seu "padrão de comportamento", pois ele havia brincado recentemente sobre participar do desafio Tide pod e remover um peixe doente de sua lagoa para "brincar de RCP" e eletrocutou dois ratos mortos. O fluxo de renda estimado em mais de um milhão de dólares por mês foi interrompido, ainda que temporariamente.

## Vida pessoal
Em outubro de 2015, Paul morou no mesmo complexo de apartamentos em Hollywood e Vine em Hollywood, Califórnia, como outras celebridades da mídia social, incluindo Amanda Cerny, Juanpa Zurita e Andrew Bachelor, com seus colegas Mark Dohner e Evan "Dwarf Mamba" Eckenrode. Essa proximidade facilitou várias colaborações em seus respectivos vídeos. Em outubro de 2017, Paul e Eckenrode se mudaram para uma propriedade em Rancho Mirage, Califórnia, tendo sido expulso da sua residência anterior. Em 10 de fevereiro de 2018, Paul revelou que quase vinte pessoas moravam com ele em sua propriedade.

### Saúde
Em outubro de 2017, Paul revelou no Jimmy Kimmel Live! que estava faltando 15% de seu testículo direito, resultado de uma acrobacia. Para um de seus vídeos do Vine, Paul estava em um shopping center e durante a ação em que havia pousado em uma cadeira com o testículo direito. Três dias depois do golpe, Paul decidiu ir a um hospital onde foi informado que o testículo direito havia sido danificado.
Paul afirma ser daltônico vermelho-verde. No entanto, ele foi parodiado e criticado por personalidades do YouTube, como h3h3 Productions e iDubbbz, por falsificar suas reações em um vídeo, no qual ele usou óculos cor-corretivos pela primeira vez. O próprio Paul admite que ele "embelezou" e "exagerou [suas] reações" aos óculos, ao mesmo tempo em que acrescentou que "não mentiu" sobre sua deficiência.

## Filmografia

### Filmes
| Ano  | Filme                         | Papel         | Notas                                           |
| ---- | ----------------------------- | ------------- | ----------------------------------------------- |
| 2015 | Close Before Midnight         | Miles         | Curta-metragem                                  |
| 2016 | Chainsaw                      | Craig         | Curta-metragem                                  |
| 2016 | The Thinning                  | Blake Redding | Exclusivo do YouTube Premium                    |
| 2017 | The Space Between Us          | Roger         |                                                 |
| 2017 | Where's the Money             | Eddie         |                                                 |
| 2017 | Can't Take It Back            | Clint Plotkin |                                                 |
| 2018 | The Thinning: New World Order | Blake Redding | Exclusivo do YouTube Premium                    |
| 2018 | Liked                         | Logan         | Pós-produção                                    |
| 2018 | Superstition: The Rule of 3's | Preston       | Produção interrompida; potencialmente cancelado |
| 2019 | Airplane Mode                 | Ele mesmo     |                                                 |
| 2020 | Valley Girl                   | Mickey        |                                                 |

### Televisão
| Ano  | Show                              | Papel         | Notas                                                             |
| ---- | --------------------------------- | ------------- | ----------------------------------------------------------------- |
| 2015 | Law & Order: Special Victims Unit | Ryan          | Episódio: "Intimidation Game"                                     |
| 2015 | Weird Loners                      | Logan Twins   | Episódio: "Weird Pilot"                                           |
| 2016 | Stitchers                         | Theo Engelsen | Episódios: "The Two Deaths of Jamie B." e "The One That Got Away" |
| 2016 | Walk the Prank                    | Ele mesmo     | Episódio: "So You Think You Can Middle School Dance"              |
| 2016 | Bizaardvark                       | Kirk          | Episódio: "The First Law of Dirk"                                 |

### Exclusivo da Web
| Ano           | Título           | Papel                      | Notas                   |
| ------------- | ---------------- | -------------------------- | ----------------------- |
| 2014          | Rainbow Man      | Thomas Trainor/Rainbow Man | Curta-metragem          |
| 2015          | Lyin' Ryan       | Ryan                       | Curta-metragem          |
| 2015–presente | Logan Paul Vlogs | Ele mesmo                  | Série de vídeos diários |

| Ano          | Título         | Papel       | Notas                                                                            |
| ------------ | -------------- | ----------- | -------------------------------------------------------------------------------- |
| 2016–present | Logan Paul VS. | Himself     | Série colocada em espera em janeiro de 2018                                      |
| 2016–17      | Foursome       | Alec Fixler | Papel principal por 3 temporadas; cortado da quarta temporada em janeiro de 2018 |

## Discografia

### Singles

#### Como artista principal
| Título                                                                             | Ano  | Posição no ranking | Posição no ranking | Posição no ranking | Certificações               | Álbum            |
| Título                                                                             | Ano  | US Bub.            | AUS                | NZ Heat.           | Certificações               | Álbum            |
| ---------------------------------------------------------------------------------- | ---- | ------------------ | ------------------ | ------------------ | --------------------------- | ---------------- |
| "Help Me Help You" (apresentando Why Don't We)                                     | 2017 | 5                  | 90                 | —                  | - RIAA: Platinum - MC: Gold | Single sem álbum |
| "Outta My Hair"                                                                    | 2017 | —                  | —                  | —                  |                             | Single sem álbum |
| "No Handlebars"                                                                    | 2017 | —                  | —                  | 6                  |                             | Single sem álbum |
| "The Number Song"                                                                  | 2018 | —                  | —                  | —                  |                             | Single sem álbum |
| "Going Broke"                                                                      | 2019 | —                  | —                  | —                  |                             | Single sem álbum |
| "—" denota uma gravação que não foi mapeada ou não foi lançada naquele território. |      |                    |                    |                    |                             |                  |

#### Como artista convidado
| Título                                                                     | Ano  | Álbum            |
| -------------------------------------------------------------------------- | ---- | ---------------- |
| "The Song of the Summer" (Seven Bucks apresentando Logan Paul e Desiigner) | 2017 | Single sem álbum |

### Singles promocionais
| Título                                              | Ano  |
| --------------------------------------------------- | ---- |
| "2016"                                              | 2016 |
| "The Fall of Jake Paul" (apresentando Why Don't We) | 2017 |
| "I Love You Bro" (com Jake Paul)                    | 2017 |
| "The Rise of the Pauls" (apresentando Jake Paul)    | 2017 |
| "Hero" (apresentando Zircon)                        | 2017 |

### Vídeos de música
| Título                                                        | Ano  | Diretor                |
| ------------------------------------------------------------- | ---- | ---------------------- |
| 2016                                                          | 2016 | Strø                   |
| Help Me Help You (apresentando Why Don't We, Shay Mitchell)   | 2017 | Logan Paul             |
| The Fall of Jake Paul (apresentando Why Don't We)             | 2017 | Logan Paul             |
| The Fall of Jake Paul (Full Song) (apresentando Why Don't We) | 2017 | Logan Paul             |
| The Rise of the Pauls (apresentando Jake Paul)                | 2017 | Logan Paul             |
| Hero (apresentando Zircon)                                    | 2017 | Logan Paul             |
| No Handlebars                                                 | 2017 | Logan Paul             |
| Outta My Hair (featuring Bella Thorne)                        | 2017 | Eli Sokhn & Logan Paul |
| Santa Diss Track                                              | 2017 | Logan Paul             |

## Prêmios e indicações
| Ano  | Nomeação              | Categoria                                                 | Resultado |
| ---- | --------------------- | --------------------------------------------------------- | --------- |
| 2014 | Logan Paul            | Shorty Awards – Vine do ano                               | Indicado  |
| 2014 | Logan Paul            | Shorty Awards – Cinegrafista                              | Indicado  |
| 2015 | Logan Paul            | Shorty Awards – Melhor comediante do Vine                 | Indicado  |
| 2016 | Papel em Foursome     | Streamy Awards – Melhor escalação de elenco para websérie | Indicado  |
| 2016 | Logan Paul            | Streamy Awards – Melhor série de comédia                  | Indicado  |
| 2017 | Logan Paul            | Teen Choice Awards – Estrela da Web masculina             | Venceu    |
| 2017 | Logan Paul            | Teen Choice Awards – Estrela da Web comediante            | Venceu    |
| 2017 | Logan Paul            | Teen Choice Awards – YouTuber                             | Indicado  |
| 2017 | Papel em The Thinning | Streamy Awards – Melhor série de comédia                  | Indicado  |
| 2017 | Logan Paul            | Streamy Awards – Criador do Ano Escolhido Pelo Público    | Indicado  |
| 2017 | Logan Paul            | Streamy Awards – Contador de histórias                    | Indicado  |
| 2019 | Impaulsive            | Streamy Awards – Melhor Podcast                           | Venceu    |